# SM UB-18
SM UB-18 – niemiecki jednokadłubowy okręt podwodny typu UB II zbudowany w stoczni Blohm & Voss (Werk 248) w Hamburgu w roku 1915. Zwodowany 21 sierpnia 1915 roku, wszedł do służby w Kaiserliche Marine 10 grudnia 1915 roku. W czasie swojej służby SM UB-18 odbył 31 patroli, w czasie których zatopił 127 statków o łącznej pojemności 130 841 BRT, uszkodził 4 o łącznej pojemności 7418 BRT oraz jeden okręt o wyporności 725 ton. Służbę rozpoczął we Flotylli Flandria (U-boote des Marinekorps U-Flotille Flandern) 16 lutego 1916 roku jako pierwsza jednostka skierowana do tej formacji.

## Budowa
Okręt SM UB-18 był pierwszym z typu UB II, który był następcą typu UB I. Był średnim jednokadłubowym okrętem przeznaczonym do działań przybrzeżnych, o prostej konstrukcji, długości 36,13 metra, wyporności w zanurzeniu 263 tony, zasięgu 6450 Mm przy prędkości 5 węzłów na powierzchni oraz 45 Mm przy prędkości 4 węzłów w zanurzeniu. W typie II poprawiono i zmodernizowano wiele rozwiązań, które były uważane za wadliwe w typie I. Zwiększono moc silników, pojedynczy wał zastąpiono dwoma.

## Służba
11 grudnia 1915 roku, w dniu przyjęcia okrętu do służby, dowódcą jednostki został mianowany porucznik marynarki (niem. Oberleutnant zur See) Franz Wäger. Wcześniej z sukcesami dowodził on okrętem SM UC-7. Na stanowisku dowódcy okrętu pozostawał do 15 lutego 1916 roku.

### Służba pod dowództwem Otto Steinbrincka
Drugim dowódcą okrętu został mianowany Otto Steinbrinck, który został przeniesiony na nową jednostkę z okrętu SM UB-10. Pod dowództwem już doświadczonego porucznika w dniu 26 lutego 1916 roku SM UB-18 zatopił francuski trałowiec pomocniczy „Au Revoir” o pojemności 1058 BRT. Stało się to u wybrzeży Francji na pozycji (49°33′N 0°04′E/49,550000 0,066667). Dwa tygodnie później, 8 marca 1916 roku, u wejścia do portu w Boulogne-sur-Mer UB-18 storpedował brytyjski parowiec „Harmatris” o pojemności 6387 BRT. Zbudowany w 1912 roku w Newcastle statek płynął z Saint John do Boulogne-sur-Mer z ładunkiem siana i owsa. W wyniku ataku śmierć poniosło czterech członków załogi. Następnego dnia w okolicach Hawru UB-18 storpedował dwie kolejne jednostki. Pierwszą był francuski statek pasażerski „Louisiane” o pojemności 5109 BRT. Pochodzący z 1905 roku transatlantyk płynął z Nowego Orleanu do Hawru, oprócz pasażerów przewoził ładunek bawełny. W wyniku zatopienia u wejścia do portu docelowego zginęła jedna osoba. Drugim był norweski żaglowiec „Silius” o pojemności 1559 BRT. Pochodzący z 1895 roku statek płynął z Nowego Jorku do Hawru z ładunkiem jęczmienia. W czasie kolejnego patrolu w okolicach portu w Hawrze UB-18 pod dowództwem Steinbrincka zatopił dwa statki. 22 marca brytyjski parowiec „Kelvinbank”, o pojemności 4209 BRT. Zbudowany w 1903 roku statek płynął z Buenos Aires do Hawru z ładunkiem owsa i mrożonego mięsa. Został zatopiony na pozycji (49°27′N 3°27′W/49,450000 -3,450000). 23 marca w bezpośrednim sąsiedztwie tego miejsca UB-18 zatopił norweski statek „Kannik” o pojemności 2397 BRT. Był to zbudowany w 1894 roku w Glasgow parowiec, który płynął z ładunkiem drobnicowym z Nowego Jorku do Hawru. W uznaniu nadzwyczajnych zasług, jakie w wojnę podwodną wniósł Otto Steinbrinck, 29 marca 1916 roku odznaczony został Pour le Mérite. Był trzecim dowódcą okrętu podwodnego, który otrzymał ten najwyższy pruski i niemiecki order wojskowy. Pour le Mérite przed Steinbrinckiem zostali odznaczeni Otto Weddigen (24 października 1914) oraz Otto Hersing (5 czerwca 1915).
W czasie kolejnego patrolu w kwietniu 1916 roku UB-18 zatopił trzy jednostki oraz jedną uszkodził. W końcu kwietnia w czasie patrolu u wybrzeży Wielkiej Brytanii UB-18 zatopił kolejne dwie jednostki. 25 kwietnia na pozycji (52°40′N 3°15′E/52,666667 3,250000) na wschód od Great Yarmouth storpedował brytyjski okręt podwodny HMS E22. Z 33-osobowej załogi okrętu śmierć poniosło 31 marynarzy łącznie z dowódcą. Dwóch członków załogi dostało się do niewoli. 26 kwietnia UB-18 zatrzymał i zatopił kuter żaglowy „Alfred” o pojemności 24 BRT. 17 lipca 1916 roku w okolicach mielizn Haisborough Sands na północny wschód od Happisburgh, UB-18 zatrzymał i zatopił sześć brytyjskich kutrów żaglowych.
W czasie patrolu w kanale La Manche w okolicach wybrzeży Normandii oraz wyspy Wight, w pierwszej połowie sierpnia 1916 roku UB-18 zatopił 15 jednostek brytyjskich i francuskich, a jedną uszkodził. Największym celem był parowiec „Spiral”, o pojemności 1342 BRT zatopiony 40 mil na południowy zachód od latarni morskiej St Catherine. 10 sierpnia 1916 roku na północny wschód od Barfleur UB-18 zatopił pięć statków – trzy francuskie i dwa norweskie. Pierwszym był francuski parowiec „Marie” o pojemności 784 BRT. Drugim norweski statek „Credo”, o pojemności 728 BRT. „Credo” płynął z ładunkiem węgla z Barry do Rouen. Został zatopiony w pozycji (49°55′N 0°55′W/49,916667 -0,916667). Trzecim był zbudowany w 1896 roku francuski statek żaglowy „Saint Pierre”, o pojemności 149 BRT, który płynął z ładunkiem kamienia z Saint-Malo do Le Tréport. Czwartym kolejny norweski parowiec „Sora”, o pojemności 1052 BRT. Zbudowany w 1888 roku we Flensburg statek identycznie jak wcześniej zatopiony „Credo” płynął z ładunkiem węgla z Barry do Rouen. Został zatopiony w pozycji (49°45′N 0°55′W/49,750000 -0,916667). Ostatnim, piątym statkiem był brytyjski żaglowiec „Annette Marie”, o pojemności 118 BRT. Statek został zatrzymany i zatopiony podczas swojej podróży z ładunkiem węgla ze Swansea do Hawru.
Na początku września UB-18 rozpoczął kolejny patrol w kanale La Manche. W jego czasie od 3 do 14 września dowodzony przez Steinbricka okręt zatopił 20 jednostek nieprzyjaciela oraz jedną uszkodził. 3 września dwa niewielkie brytyjskie statki parowe: „Netta” o pojemności 370 BRT oraz „Teesborough” (308 BRT). 5 września kolejne dwa statki: brytyjski parowiec z 1871 roku „City Of Ghent” o pojemności 370 BRT, który został zatrzymany i zatopiony 18 mil na południowy wschód od Barfleur oraz belgijski „Marcel” o pojemności 1433 BRT. „Marcel” został zatopiony 20 mil na północ od Barfleur. 8 września 35 mil na południowy zachód od Bishop Rock UB-18 storpedował pływający pod banderą Szwecji parowiec „Gamen” o pojemności 2619 BRT. Zbudowany w 1902 roku w Blyth statek płynął z ładunkiem węgla z Barry do Algieru. 9 września łupem UB-18 padły dwa francuskie żaglowce oraz norweski parowiec „Lodsen” o pojemności 1247 BRT. „Lodsen”, który został zbudowany w 1899 roku w Fevik (Norwegia), płynął z Cardiff do Lizbony z ładunkiem węgla. Został zatrzymany i zatopiony na pozycji (49°29′N 6°20′W/49,483333 -6,333333). Tego samego dnia UB-18 ostrzelał z broni pokładowej i uszkodził brytyjski Q-ship HMS „Carrigan Head” o wyporności 4201 RT, na którym zginął jeden członek załogi. 10 września UB-18 zatopił trzy duże statki. Pierwszym był norweski parowiec „Furu” o pojemności 2029 BRT. Ten zbudowany w 1900 roku w Campbeltown statek, który płynął z Cardiff do Philippeville w Algierii, został zatopiony na pozycji (49°00′N 6°55′W/49,000000 -6,916667). Drugim był francuski bark „Marechal De Villars” o pojemności 1908 BRT. Bark płynął z Seattle do Ipswich z ładunkiem zboża. Został zatrzymany i zatopiony na pozycji (49°06′N 6°15′W/49,100000 -6,250000). Trzecim zatopionym tego dnia statkiem był norweski parowiec „Polynesia” o pojemności 4064 BRT. Zbudowany w 1895 roku w Sztokholmie statek płynął z Nowego Jorku do Londynu z ładunkiem parafiny i benzyny. Został zatopiony na pozycji (49°19′N 6°36′W/49,316667 -6,600000). Podobna sytuacja miała miejsce 11 września. UB-18 zatopił kolejne trzy statki na południowy zachód od Scilly. Pierwszym był grecki parowiec „Assimacos” o pojemności 2898 BRT. Zbudowany w 1890 roku w Newcastle w stoczni C.S. Swan & Hunter płynął z Glasgow do Geniu z ładunkiem węgla. Został zatrzymany i zatopiony w 45 mil na południe od Seven Stones. Drugim był norweski statek „Kong Ring” o pojemności 1611 płynący z Almerii do Glasgow z ładunkiem owoców, który został zatopiony na pozycji (49°32′N 6°41′W/49,533333 -6,683333). Trzecim – hiszpański „Luis Vives” o pojemności 2160 BRT. Statek, który na pokładzie miał ładunek warzyw i owoców płynął z Walencji do Liverpoolu. Został zatrzymany, a następnie storpedowany na pozycji (49°32′N 6°26′W/49,533333 -6,433333). 12 sierpnia 30 mil na południowy zachód od Scilly UB-18 zatopił największą jednostkę nieprzyjaciela w swojej historii. Zbudowany w 1916 roku tankowiec „Antwerpen” o pojemności 7955 BRT płynął w swoim dziewiczym rejsie z ładunkiem benzyny z Nowego Jorku do Londynu. Załoga została uratowana przez załogę niszczyciela HMS „Cameleon”. W dniu następnym ofiarami UB-18 stały się kolejne cztery statki, wszystkie pomiędzy Bretanią a Kornwalią: niewielki francuski kuter żaglowy „Ariel” o pojemności 49 BRT, dwa duńskie parowce „Hans Jensen” o pojemności 1824 BRT, „J.N. Madvig” (1762 BRT) oraz norweski statek „Tolosa” (1833 BRT). Ostatnią zatopioną w czasie tego patrolu jednostką był norweski parowiec „Ethel” o pojemności 1122 BRT, płynący z Barry do Honfleur statek został zatopiony 22 mile na północny zachód od wyspy Les Casquets.
Ostatni patrol okrętu pod dowództwem Otto Steinbrincka miał miejsce w drugiej połowie października w kanale La Manche oraz na Morzu Celtyckim. W czasie jego trwania UB-18 zatopił dziewięć statków. Największym z nich był francuski żaglowiec „Cannebiere” o pojemności 2454 BRT. Żaglowiec został zatopiony 24 października na pozycji (49°32′N 6°30′W/49,533333 -6,500000), 20 mil na południowy wschód od Bishop Rock. Ten zbudowany w 1900 roku trzymasztowy bark o stalowej konstrukcji kadłuba, płynął z Buenos Aires do Hawru. Po zakończeniu patrolu kapitan Otto Steinbrinck otrzymał dwutygodniowy urlop, po którym został mianowany 10 listopada 1916 roku dowódcą SM UC-65.

### Służba pod dowództwem Claus Lafrenza
Na jego miejsce w dniu 28 października 1916 roku został mianowany kapitan Claus Lafrenz, który dowodził okrętem do 7 lipca 1917 roku (od 4 września 1917 roku został mianowany dowódcą okrętu SM UC-65). Pierwszy patrol pod dowództwem nowego kapitana UB-18 odbył w końcu listopada i na początku grudnia 1916 roku w kanale La Manche. Pierwszą jednostką zatopioną pod dowództwem Lafrenza był w okolicach portu Le Tréport niewielki francuski kuter rybacki „Hendrick” (35 BRT). Dzień później, na tym samym akwenie, UB-18 zatopił norweski parowiec „Øifjeld” o pojemności 1988 BRT. Statek zbudowany w 1912 roku w Newcastle płynął z ładunkiem rudy żelaza z Bilbao do Boulogne-sur-Mer. 27 listopada trzy kolejne statki padły łupem okrętu. Największym był norweski parowiec „Perra” o pojemności 1682 BRT. Pochodzący z 1891 roku statek, zbudowany w stoczni J. Priestman & Co. w Sunderland, został zatrzymany i zatopiony na pozycji (49°52′N 2°23′W/49,866667 -2,383333). Statek płynął z Castro Urdiales do Calais z ładunkiem rudy żelaza. 28 listopada łupem okrętu padły dwie jednostki – niewielki francuski kuter żaglowy „Auguste Marie” o pojemności 63 BRT oraz hiszpański parowiec „Lucienne” o pojemności 1046 BRT, który płynął z Bilbao do Cardiff z ładunkiem rudy żelaza. 30 listopada UB-18 zatopił 7 statków. Największym z nich był duński parowiec „Egholm” o pojemności 1348 BRT. Zbudowany w 1904 roku statek płynął z ładunkiem węgla z Cardiff do Marsylii. Został zatopiony 8 mil na północny zachód od latarni morskiej Pendeen u wybrzeży Kornwalii. Ostatnią jednostką, która została zatopiona w czasie tego patrolu był duński statek „Yrsa” o pojemności 879 BRT. Statek został zatopiony 30 mil na północny zachód od wyspy Guernsey. Płynął z La Garrucha do Londynu z ładunkiem owoców i ołowiu.
Kolejny patrol w rejonie Morza Celtyckiego i kanału La Manche odbył się na przełomie grudnia 1916 i stycznia 1917 roku. W czasie tego patrolu UB-18 zatopił 6 statków. 31 grudnia były to dwa norweskie statki handlowe „Flora” o pojemności 1033 BRT oraz „Eva” (1081) BRT. „Flora” płynął ze Swansea do Chantenay (obecnie dzielnicy Nantes) z ładunkiem węgla. Został zatopiony 25 mil na południowy zachód od wysepki Wolf Rock, nikt z załogi nie poniósł śmierci. Drugi „Eva” został zatrzymany i zatopiony na pozycji (49°47′N 5°10′W/49,783333 -5,166667). Płynął ze Swansea do Rouen z ładunkiem węgla. 2 stycznia 1917 roku łupem UB-18 padł kolejny norweski statek handlowy „Bestik” o pojemności 2185 BRT. 5 stycznia ofiarą okrętu został duński statek „Danevirke” o pojemności 1433 BRT.
Kolejny patrol miał miejsce w pierwszej połowie lutego. W dniach od 1 do 4 lutego UB-18 zatopił pięć statków oraz jeden uszkodził. Największym z nich był zatopiony rosyjski parowiec „Cerera” o pojemności 3512 BRT. Zbudowany w 1898 roku w Newcastle statek, transportował ładunek węgla z Cardiff do Brestu – został storpedowany i zatopiony 4 lutego 30 mil na północ od wyspy Ouessant. W czasie patrolu w połowie marca 1917 roku UB-18 zatopił sześć jednostek francuskich i brytyjskich. W dniach 17 i 18 marca okręt zatopił trzy jednostki francuskie o takiej samej nazwie „Marie Louise”. Pierwszym był zbudowany w 1902 roku żaglowy statek handlowy o pojemności 426 BRT, który płynął ze Swansea do Fécamp z ładunkiem węgla. Został zatrzymany i zatopiony na pozycji (50°14′N 1°44′W/50,233333 -1,733333). Drugim zbudowany w 1901 roku w trójmasztowy szkuner o pojemności 291 BRT, który został zatrzymany i zatopiony na pozycji (50°07′N 2°45′W/50,116667 -2,750000) około 35 mil od Start Point. Ostatnią jednostką o nazwie „Marie Louise” był kutrem rybackim (33 BRT) zatopionym na pozycji (49°45′N 0°05′W/49,750000 -0,083333).
W maju okręt UB-18 patrolował akweny u wybrzeży Normandii i Bretanii. W tym okresie zatopił sześć statków. Największym z nich był brytyjski parowiec „Tela” o pojemności 7226 BRT. Był to uzbrojony statek pasażerski zbudowany w 1917 roku w Workman, Clark and Company w Belfaście dla Clark & Service – Ardan Steamship Co. Ltd. Płynął z Hawru do Cardiff i w dniu 2 maja 1917 roku został bez ostrzeżenia storpedowany w pozycji (49°50′N 0°50′W/49,833333 -0,833333). Drugim co do wielkości statkiem zatopionym w maju 1917 roku był grecki parowiec „Panaghi Lykiardopoulo” o pojemności 3193 BRT. Pochodzący z 1900 roku statek płynął z Tyne do Genua z ładunkiem węgla. Piątego lipca w czasie ostatniego patrolu pod dowództwem Clausa Lafrenza UB-18 zatopił norweski parowiec „Bjerkø” o pojemności 1871 BRT. Statek płynął z Melilla do Hartlepool z ładunkiem rudy żelaza, został zaatakowany i zatopiony w pozycji (48°50′N 3°51′W/48,833333 -3,850000). W ataku zginęło 16 członków załogi.

### Służba pod dowództwem Ulricha Meiera i Georga Niemeyera
7 lipca 1917 roku Lafrenz został zastąpiony przez dowodzącego wcześniej SM UB-17 kapitana Ulricha Meiera. W czasie patrolu u wybrzeży Holandii w lipcu 1917 roku dowodzony przez Meiera UB-18 zatopił pięć niewielkich jednostek holenderskich oraz znajdujący się na holu urugwajski dźwig Montevideo 488. 16 września na pozycji (48°58′N 5°36′E/48,966667 5,600000) UB-18 storpedował płynący pod balastem z Hawru do Cardiff norweski parowiec „Facto” o pojemności 2372 BRT.
22 września 1917 roku nowym i ostatnim dowódcą jednostki został mianowany porucznik Georg Niemeyer. Pod jego dowództwem UB-18 zatopił dwie jednostki: 12 października brytyjski parowiec „Peebles” o pojemności 4284 BRT oraz 8 grudnia rosyjski parowiec „Nonni” o pojemności 4105 BRT.
W nocy 9 grudnia 1917 roku UB-18 został staranowany i zatopiony przez brytyjski trawler „Ben Lawer” w pozycji (49°17′N 5°47′W/49,283333 -5,783333). Wszyscy członkowie załogi zginęli.